# Pławikonik kolczasty
Pławikonik kolczasty (Hippocampus histrix) – gatunek morskiej ryby igliczniokształtnej z rodziny igliczniowatych (Syngnathidae). Występuje w wodach zwrotnikowych, w regionie indopacyficznym – od Tanzanii i Południowej Afryki na zachodzie po archipelag Hawajów i Tahiti na wschodzie oraz od Japonii na północy po Nową Kaledonię na południu, będąc tym samym jednym z najszerzej rozprzestrzenionych koników morskich. Bytuje z reguły w strefie przybrzeżnej, nad szelfem kontynentalnym, na głębokości do 82 m, w miejscach występowania raf i organizmów z nimi związanych – głównie koralowców ośmiopromiennych i gąbek, także wśród traw morskich, tworzących tzw. łąki podwodne. Osiąga maksymalnie 17 cm długości całkowitej. Wąskie ciało tej ryby jest pokryte bardzo długimi, ostrymi, dobrze rozwiniętymi i ciemno zakończonymi kolcami. Żeruje w dzień, blisko dna. Odżywia się głównie skorupiakami. Dojrzałość płciową osiąga przy długości ciała około 7,9 cm. Od 2012 Międzynarodowa Unia Ochrony Przyrody (IUCN) uznaje pławikonika kolczastego za gatunek narażony na wyginięcie (ang. vulnerable – VU). Trend populacji oceniono jako malejący. W Chinach jest gatunkiem handlowym, wykorzystywanym w medycynie tradycyjnej.

## Taksonomia

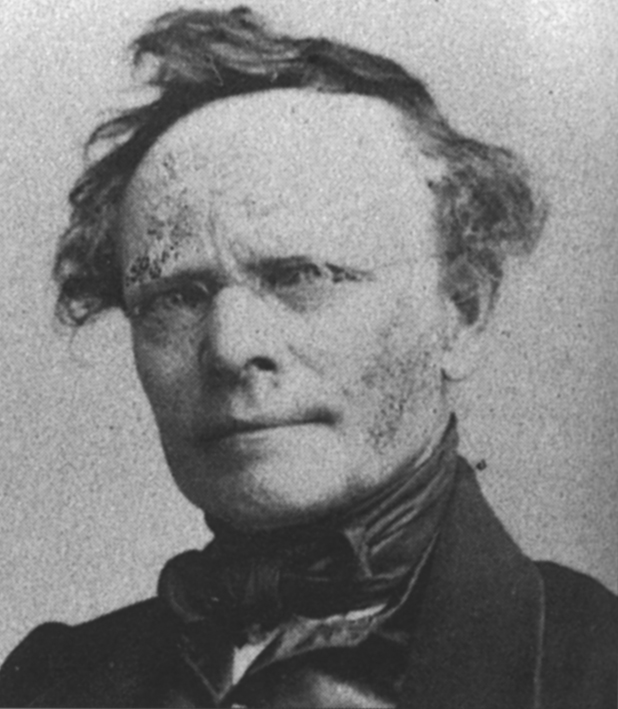
Johann Jakob Kaup (1803–1873)

Gatunek po raz pierwszy opisał naukowo niemiecki przyrodnik Johann Jakob Kaup w 1856 w swojej pracy zatytułowanej Catalogue of lophobranchiate fish in the Collection of the British Museum, na podstawie syntypów przechowywanych w Muzeum Historii Naturalnej w Paryżu (nr obiektu A-0906) i Muzeum Historii Naturalnej w Lejdzie. Kaup pierwszy opis gatunku stworzył w 1853, jednak nie podał żadnych cech wyróżniających, pozwalających na jego oznaczenie zgodne z przyjętym już wtedy nazewnictwem binominalnym.
Pławikonik ten jest klasyfikowany w rodzaju Hippocampus w rodzinie ryb igliczniowatych (2019). Nazwa rodzajowa pochodzi od połączenia greckich słów „íppos” (ίππος) – oznaczającego konia – i „kampé” (καμπή) – zakrzywiony, zakręcony. Pierwszego naukowego opisu rodzaju dokonał w 1810 amerykański podróżnik Constantine Samuel Rafinesque. Nazwa Hippocampus histrix jest problematyczna dla taksonomów. W przeszłości przypisywano ją bezkrytycznie każdemu kolczastemu pławikonikowi z regionu wód indopacyficznych – oprócz właściwemu H. histrix, także H. angustus, H. barbouri, H. jayakari i H. spinosissimus. Angielskie nazwy thorny seahorse,  longspine seahorse albo spiny seahorse, podobnie jak polska, również odnoszą się do pokrytego kolcami ciała.

### Genetyka
Obecność tego pławikonika na rozległym obszarze zrodziła potrzebę szczegółowych badań genetycznych. Song i Mabuchi (2014) ocenili, że dystans genetyczny pomiędzy populacjami z Oceanu Indyjskiego a Oceanu Spokojnego wynosił 6,6–6,7%, przy sekwencji genu kodującego podjednostkę I oksydazy cytochromu c (COI). Inne badania również potwierdziły wysoką, przekraczającą 6% rozbieżność. Na podstawie informacji przechowywanych w bazie danych Barcode of Life Data System (2016) wyliczono rozbieżność 6,13% pomiędzy okazami z Mozambiku i Indii, a tymi z Japonii i Wietnamu (sekwencja 648 pz COI). Pewne jest, że na obszarze występowania tej ryby żyje co najmniej jeden gatunek kryptyczny. W Morzu Czerwonym i w Zatoce Perskiej jest obecny H. jayakari, morfologicznie bardzo trudny do odróżnienia od H. histrix. Brakuje jednak szczegółowych badań (stan na 2017) podejmujących zagadnienie relacji genetycznej między tymi dwoma gatunkami. Genom mitochondrialny pławikonika kolczastego liczy 16 523 pz i składa się z trzynastu genów kodujących białka, dwudziestu dwóch kodujących tRNA i dwóch – rRNA; występuje jeden region niekodujący. Taki zestaw jest typowy dla genomu mitochondrialnego kręgowców. W maju 2019 GenBank zawierał 40 różnych sekwencji nukleotydowych tego pławikonika.

## Występowanie
Jest to gatunek morski. Występuje w wodach zwrotnikowych, w regionie indopacyficznym – od Tanzanii i Południowej Afryki na zachodzie po archipelag Hawajów (USA) i Tahiti na wschodzie oraz od Japonii (w tym wysp Ogasawara) na północy po Nową Kaledonię na południu (35°N–35°S, 22°E–132°W), obejmując także wody Australii (wybrzeże stanów Queensland i Nowa Południowa Walia, na odcinku przynajmniej do Port Stephens), Chin, Filipin, Guamu, Indii (wybrzeże stanów Kerala i Tamilnadu związane z wodami cieśniny Palk, także wokół Andamanów), Indonezji, Korei Południowej, Madagaskaru, Malezji, Mauritiusu, Mikronezji, Mozambiku, Papui-Nowej Gwinei, Palau, Polinezji Francuskiej, Reunionu, Samoa, Samoa Amerykańskich, Seszeli, Tajwanu, Tonga i Wietnamu. W podziale na regiony rybołówstwa FAO (ang. FAO Major Fishing Areas) gatunek notowany w regionach zachodniego (nr regionu 51) i wschodniego (57) Oceanu Indyjskiego, a także północno-zachodniego (61), środkowo-zachodniego (71) i środkowo-wschodniego (77) Pacyfiku. Obecność w Morzu Czerwonym (wybrzeże Egiptu i Jordanii) i u północnego wybrzeża Morza Arabskiego (głównie Omanu) jest kwestionowana. Może być tam mylony z H. jayakari. Niepewne jest też jego występowanie w wodach Bangladeszu, Brunei, Fidżi, Hongkongu, Kambodży, Kenii, Kiribati, Komorów, Mjanmy, Nauru, Singapuru, Sri Lanki, Tajlandii, Tuvalu, Vanuatu, Wysp Salomona. Jest jednym z najszerzej rozprzestrzenionych na świecie koników morskich.

## Morfologia
Jest średniej wielkości konikiem morskim. Osiąga maksymalnie 17 cm długości całkowitej (TL). Wymiary przykładowego osobnika (8,8 cm TL) w odniesieniu do długości całkowitej: długość standardowa – 100%, długość ogonowa – 100%, długość przedgrzbietowa – 46,1%, długość przedpiersiowa – 24,8%, głębokość ciała – 9,8%, długość głowy – 23,5%; średnica oka – 12,4% długości głowy. Wąskie ciało tej ryby jest pokryte bardzo długimi, ostrymi, dobrze rozwiniętymi i ciemno zakończonymi kolcami, z charakterystycznymi pojedynczymi kolcami nad okiem i na policzku po obu stronach. Wyraźnie widoczny kolec widnieje również na nosie. Skórny pancerz opiera się na 11 pierścieniach w części korpusowej i 34–37 (według innych źródeł 33–34), przeważnie jednak 35, w części ogonowej. Występuje krótka płetwa grzbietowa rozpostarta na 15–18 (według innych źródeł 17–18), przeważnie 17, promieniach miękkich, której podstawę wspierają dwa pierścienie w części korpusowej i jeden w części ogonowej. Płetwa odbytowa jest złożona z czterech promieni miękkich. Płetwy piersiowe są zbudowane z 17–20 (według innych źródeł 17–18), przeważnie 18, promieni miękkich. Występuje przynajmniej tak wiele promieni w płetwie piersiowej, co w grzbietowej. Jest to jedna z cech charakterystycznych dla tego konika morskiego, bowiem większość gatunków Hippocampus ma więcej promieni w płetwie grzbietowej niż w piersiowej. Brakuje płetw brzusznych i ogonowej. Po stronie brzusznej, zwłaszcza u samców, widać ostry, ciemno zakończony kil. Długa, równa mniej więcej długości tułowia głowa pochyla się w dół. Wieńczy ją średniej wielkości koroną z 4–5 ostrymi kolcami, przy czym wyróżnia się jeden, wyraźnie widoczny w przedniej jej części. Pysk jest długi, rurkowaty, równy bądź dłuższy niż połowa długości głowy (stosunek długości głowy do długości pyska wynosi od 1,7 do 2,0, przeważnie 1,8). Oznacza to, że pysk H. histrix w stosunku do długości głowy jest jednym z najdłuższych wśród Hippocampus, relatywnie około 2,5 raza dłuższy niż u H. zosterae. Żuchwa i szczęka są krótkie, bezzębne. Jak u wielu innych gatunków pławikoników występują wyraźnie widoczne różnice w budowie ciała pomiędzy osobnikami męskimi a żeńskimi. Samce wyposażone są w torbę lęgową pod brzuchem, samice w pokładełko.
Ubarwienie ciała zmienne, w zależności od otoczenia. Przyjmuje kolor od kremowego i szarego poprzez zielonkawy i żółty do brązowego i bordowego. Często na skórnym pancerzu, na bokach i części grzbietowej występują ciemniejsze plamy; czasami niewielkie czerwonawe powierzchnie głównie na karku i grzbiecie. Czubki kolców z reguły czarne. Pysk jednolity kolorystycznie, bez pasków lub prążków, które są charakterystyczne dla wielu innych gatunków Hippocampus.

### Gatunki podobne
H. histrix często mylony jest z H. angustus, ten ma jednak krótszy, pasiasty pysk, podwójny kolec policzkowy i bardziej tępe kolce, zwłaszcza w górnej części grzbietowej tułowia. H. barbouri, także mylony z H. histrix, oprócz krótszego pyska i podwójnego kolca policzkowego, ma także wyższą koronę, mniejszą liczbą promieni w płetwie grzbietowej i słabo rozwinięte  bądź wcale kolce na naprzemiennych pierścieniach w części ogonowej. Kryptyczny względem pławikonika kolczastego H. jayakari ma więcej pierścieni w części ogonowej, więcej promieni w płetwie grzbietowej, krótszy pysk, podwójny kolec policzkowy i kolce tylko na naprzemianległych pierścieniach ogona, a ponadto jego występowanie ogranicza się do Morza Czerwonego i Zatoki Perskiej. H. spinosissimus ma dużo krótszy pysk, krótsze i mniej ostre kolce, krótszą podstawę płetwy grzbietowej, więcej pierścieni w ogonie i czasami podwójny kolec policzkowy.

## Ekologia i zachowanie
Środowisko życia tej ryby jest zdeterminowane głównie obecnością raf i organizmów z nimi związanych – koralowców ośmiopromiennych (w tym szczególnie korkowców) i gąbek, a także z występowaniem zbiorowisk trawiastych, tworzących tzw. łąki podmorskie. Widywany również nad piaszczystym podłożem. Żyje w strefie przybrzeżnej, na głębokości do 82 m, przeważnie jednak 15–40 m. Żeruje blisko dna, gdzie ma bezpośredni dostęp do małych skorupiaków.

### Odżywianie
Pławikoniki te żerują w dzień, blisko dna. Odżywiają się głównie skorupiakami. Analiza składu zawartości żołądkowej okazów z wód Wietnamu w drugiej połowie lat 90. XX wieku wykazała, że najliczniejszymi grupami pokarmowymi u pławikonika kolczastego były obunogi i torboraki z rzędu Tanaidacea. Często, choć rzadziej niż wyżej wymienione grupy, występowały ryjkowce z rodziny Caridae i krewetki z rodziny Palaemonidae. Wśród innych skorupiaków wyróżniała się także obecność lasonogów. W trawionej masie znajdowały się w niewielkich ilościach elementy rybie i mięczaki. Nie zauważono produktów pochodzenia roślinnego. Średnia masa odłowionych pławikoników wynosiła 6,46±1,63 g.

### Rozród
Pławikonik kolczasty dojrzałość płciową osiąga przy długości ciała około 7,9 cm. Samce wyposażone są w torbę lęgową pod brzuchem, w której zapładniane są jaja, a następnie chronione aż do wylęgu, samice zaś w pokładełko, przy pomocy którego składają jaja do torby lęgowej samca. Ikra jest gładka, żółta, pomarańczowa lub bursztynowa, w kształcie gruszki i osadzona w nabłonku wyścielającym ściany torby lęgowej. Okres rozrodczy trwa dłużej niż u pławikoników z chłodniejszych wód strefy umiarkowanej, a jego początek prawdopodobnie zdeterminowany jest wieloma czynnikami środowiska przyrodniczego, przede wszystkim nasłonecznieniem, temperaturą i porą monsunową. Samce zachodzą w ciążę więcej niż raz w sezonie rozrodczym. Są monogamiczne przynajmniej w ramach jednego cyklu rozrodczego. Młode wydalane są z torby dopiero w pełni ukształtowane. Od początku prowadzą samodzielny tryb życia.

## Ochrona i zagrożenia
Od 2012 Międzynarodowa Unia Ochrony Przyrody (IUCN) uznaje pławikonika kolczastego za gatunek narażony na wyginięcie (ang. vulnerable – VU). Trend populacji oceniono jako malejący. Głównymi zagrożeniami dla tej ryby są połowy ukierunkowane, udział w przyłowie podczas połowów włokami, nieodpowiedzialny sposób prowadzenia połowów, tj. dobór niewłaściwego sprzętu, niedostosowanego do wielkości gatunków stanowiących cel wyprawy i jego niewłaściwe użycie. W efekcie skutkuje to degradacją siedlisk. Nie bez znaczenia jest również intensywny rozwój terenów przybrzeżnych, zwłaszcza w odniesieniu do infrastruktury turystycznej, a także postępujące zanieczyszczenie wód. Pławikonik kolczasty, podobnie jak wszystkie inne Hippocampus, wymieniony jest w załączniku II do Konwencji o międzynarodowym handlu dzikimi zwierzętami i roślinami gatunków zagrożonych wyginięciem (CITES). Gatunek wpisany jest również do wietnamskiej czerwonej księgi (vie. Sách đỏ Việt Nam) i przyporządkowany do kategorii DD (ang. data deficient), tj. takiej, do której trafiają gatunki o nieokreślonym stopniu zagrożenia, wymagające dokładniejszych danych.

## Znaczenie gospodarcze
Badania nad składem biochemicznym sześciu gatunków koników morskich z chińskiego wybrzeża pozwoliły oszacować procentową zawartość poszczególnych substancji organicznych w suchej masie preparatu. Zawartość białka oszacowano na 68,07±1,96% i była najmniejsza wśród wszystkich analizowanych gatunków (oprócz H. histrix, także: H. kuda, H. trimaculatus, H. kelloggi, H. spinosissimus i H. comes). Głównymi aminokwasami były arginina, kwas asparaginowy, kwas glutaminowy, alanina, glicyna, przy czym procentowych udział aminokwasów egzogennych wśród wszystkich białek u pławikonika kolczastego wynosił 39,31%, najmniej wśród wszystkich badanych grup. Zawartość tłuszczów była również najniższa w porównaniu do innych gatunków i wynosiła 0,96±0,08%. Dominował nasycony kwas palmitynowy. Stosunek wielonienasyconych kwasów tłuszczowych do nasyconych u H. histrix osiągnął 1,19. U wszystkich badanych pławikoników stwierdzono niskie stężenie metali śladowych. W Chinach jest gatunkiem handlowym, wykorzystywanym w medycynie tradycyjnej. Rzadko hodowany w akwariach.